# Шафран, Михай
Михай Золтан Шафран (венг. Mihály Zoltán Sáfrán; 21 марта 1985, Секешфехервар) — венгерский гребец-каноист, выступал за сборную Венгрии в конце 2000-х — начале 2010-х годов. Участник летних Олимпийских игр в Пекине, бронзовый призёр чемпионата мира, двукратный чемпион Европы, победитель многих регат национального и международного значения.

## Биография
Михай Шафран родился 21 марта 1985 года в городе Секешфехерваре, медье Фейер. Активно заниматься греблей начал с раннего детства, проходил подготовку в Будапеште, состоял в столичном спортивном клубе «Будапешт Хонвед».
Благодаря череде удачных выступлений удостоился права защищать честь страны на летних Олимпийских играх 2008 года в Пекине — стартовал здесь в двойках вместе со своим младшим братом Матиашем на дистанции 500 метров, однако сумел дойти лишь до стадии полуфиналов, где финишировал восьмым.
После пекинской Олимпиады Шафран остался в основном составе гребной команды Венгрии и продолжил принимать участие в крупнейших международных регатах. Так, в 2009 году он представлял страну на чемпионате Европы в немецком Бранденбурге и в двойках на тысяче метрах одержал победу. Последний раз показал сколько-нибудь значимые результаты на международной арене в сезоне 2011 года, когда в километровой программе каноэ-четвёрок завоевал золотую медаль на европейском первенстве в Белграде и бронзовую медаль на домашнем первенстве мира в Сегеде. Вскоре по окончании этих соревнований принял решение завершить карьеру профессионального спортсмена, уступив место в сборной молодым венгерским гребцам.